# Bilanzsuizid
Als Bilanzsuizid bezeichnet man einen Suizid, der auf einer (mehr oder weniger) rationalen Abwägung von Lebensumständen basiert. Der Begriff ist umstritten.

## Herkunft des Begriffs
Der Begriff wurde 1918 durch Alfred Hoche (1865–1943) geprägt, der damit eine überlegte Suizidhandlung gesunder Menschen als Akt freier Willenshandlung benennen wollte.
Dabei wird die eigene Lebensbilanz als negativ gewertet und als Resümee der selbstgewählte Tod gesucht.
Anzutreffen ist der Begriff im Zusammenhang mit Selbsttötungen, denen ein philosophischer Charakter zugeschrieben wird, sowie mit Selbsttötungen von alten Menschen (Alterssuizid) und unheilbar Kranken. Ein bedeutender Verfechter der Position des Suizids als Konsequenz einer freien Entscheidung war Jean Améry (1912–1978, Philosoph und NS-Opfer). W. A. Scobel umschrieb 1981 den Bilanzsuizid als einen Suizid von Leuten, „deren Lebensbedingungen so aussichtslos und unwürdig geworden sind, dass sie deshalb mit dem Leben Schluss machen. Der Suizid oder Suizidversuch kann dann zum letzten Ausdruck persönlicher Freiheit werden, ohne dass eine psychosoziale Fehlentwicklung oder eine körperliche Erkrankung vorgelegen hat.“

## Kontroverse um den Begriff
In der Forschung ist der Begriff Bilanzsuizid bis heute umstritten. Claudius Stein fasst die Forschungsdebatte mit dem Hinweis zusammen, dass es nicht zu beantworten sei, „ob es einen Bilanzsuizid in gleichsam reiner Form gibt“. Im Zentrum der Kontroverse um den Begriff steht die Feststellung, dass der Suizid meist die Konsequenz eines Leidens ist, woran sich die Frage anknüpft, „ob ein Mensch, der – in welcher Form auch immer – leidet, in seinem Willen vollkommen frei sein kann“.
Viktor Frankl (1905–1997) sprach sich daher dafür aus, die Bezeichnung Bilanzsuizid ausschließlich für die Sicht des Betroffenen zu verwenden. Klaus Dörner (1933–2022) schrieb 1993, ihm sei noch kein einziger Fall einer Selbsttötung bekannt geworden, der als Bilanzsuizid hätte bezeichnet werden können, und schloss daraus, dass es einen kalkulierten Suizid nicht gebe. Bilanzsuizide existieren nach seiner Auffassung daher nur im individuellen Empfinden der Suizidenten. Albin Eser nennt den Bilanzsuizid „eine (subjektiv als negativ) empfundene Lebensbilanz“. Der Theologe Klaus-Peter Jörns sieht dagegen im Bilanzsuizid eine Kreation der Umwelt des Suizidenten, die alle Verantwortung abschütteln will. Ursache aller Suizide seien zerbrochene Lebensbeziehungen, deren Scheitern in keinem Fall der freien Entscheidung unterliege.
Peter Mösgen schrieb 1996:

„Eine Selbsttötung macht nur als Opfertod Sinn. Wer sich unter anderen Umständen tötet, handelt aus einer subjektiv als Zwangslage empfundenen Situation heraus. Einen objektiv nachvollziehbaren, überlegten Bilanzsuizid gibt es nicht, auch wenn er von Versicherungen gern angenommen wird: Nach Paragraph 169 des Versicherungsvertragsgesetzes (VVG) bleibt bei Lebensversicherungen der Leistungsanspruch nur dann bestehen, wenn der Suizid auf eine Geistesstörung zurückgeführt werden kann.“

Claudius Stein schlägt vor, das Element der Bilanz zumindest als ausschlaggebendes Moment im Zusammenhang eines breiteren Ursachengeflechts zu sehen. Daher sei nicht nur eine grundsätzliche Ablehnung der Anerkennung von selbsterklärten Bilanzsuiziden als freie Handlung falsch, es müsse sogar davon ausgegangen werden, dass selbst vielen Suiziden, die aus erkennbar pathologischen Beweggründen begangen wurden, ein bilanzierendes Moment zugrunde liegt: „In letzter Konsequenz finden wir aber auch bei vielen Suiziden im Rahmen von Krisen oder eindeutig diagnostizierten psychischen Erkrankungen mehr oder weniger stark ausgeprägte bilanzierende Elemente, wenn eben die zunehmende Einschränkung der Lebensperspektive durch die Krankheit oder im Rahmen des Krisengeschehens antizipiert wird.“